# Promessa de ano-novo

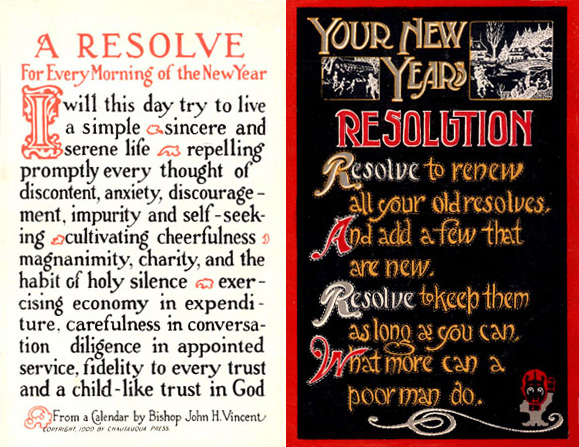
Cartões postais do início do século XX com promessas de ano-novo

Uma promessa ou resolução de ano-novo é uma tradição, mais comum no mundo ocidental, mas também encontrada no mundo oriental, em que uma pessoa resolve continuar boas práticas, mudar um traço ou comportamento indesejado, cumprir um objetivo pessoal ou melhorar sua vida no início de um novo ano.

## Origens religiosas
O povo prometia aos deuses no início de cada ano que devolveria os objetos emprestados e pagaria suas dívidas.
Os romanos começavam cada ano fazendo promessas ao deus Jano, que deu nome ao mês de janeiro.
Na era medieval, os cavaleiros faziam o "voto do pavão" no final da temporada de Natal de cada ano para reafirmar seu compromisso com a cavalaria.
Nos cultos noturnos, muitos cristãos se preparam para o ano seguinte orando e fazendo essas promessas. No Cristianismo Metodista, a liturgia usada para o serviço noturno para o Ano Novo é o Serviço de Renovação do Pacto; além de ser tradicionalmente realizado na véspera de Ano Novo, muitas igrejas oferecem o Culto de Renovação do Pacto tanto na véspera como na manhã do dia de Ano Novo.
Essa tradição tem muitos outros paralelos religiosos. Durante o Ano Novo do Judaísmo, Rosh Hashanah, nos Grandes Feriados e no Yom Kippur (o Dia da Expiação), deve-se refletir sobre os erros cometidos durante o ano e ambos buscar e oferecer perdão. As pessoas podem agir da mesma forma durante o período litúrgico cristão da Quaresma, embora o motivo por trás desse feriado seja mais de sacrifício do que de responsabilidade. O conceito, independentemente do credo, é refletir sobre o autoaperfeiçoamento anualmente.

## Participação
No final da Grande Depressão, cerca de um quarto dos adultos americanos formulava promessas de ano-novo. No início do século XXI, cerca de 40% o fizeram. De acordo com a Associação Médica Americana, aproximadamente 40% a 50% dos americanos participaram da tradição de promessas de ano-novo das pesquisas do Epcot em 1995 e do Gallop em 1985. Um estudo descobriu que 46% dos participantes que fizeram promessas comuns para o ano-novo (por exemplo, perda de peso, começar a se exercitar, parar de fumar) tinham probabilidade de sucesso, mais de dez vezes do que entre aqueles que decidiram fazer mudanças na vida em outras épocas do ano.

## Taxa de sucesso
Em um relatório de 2014, 35% dos participantes que falharam em suas promessas de ano-novo admitiram que tinham metas irrealistas, 33% dos participantes não acompanharam seu progresso e 23% se esqueceram delas; cerca de um em cada 10 entrevistados alegou ter feito muitas promessas.
Um estudo de 2007 realizado por Richard Wiseman da Universidade de Bristol envolvendo 3000 pessoas mostrou que 88% daqueles que realizaram promessas de ano-novo falharam, apesar do fato de que 52% dos participantes do estudo estavam confiantes no sucesso no início. Os homens atingiram sua meta com 22% mais frequência quando se engajaram no estabelecimento de metas, em que as promessas são feitas em termos de metas pequenas e mensuráveis (por exemplo, "perder meio quilo por semana" em vez de "perder peso").